# Midori Ito
Midori Ito (Japans: 伊藤みどり, Itō Midori) (Nagoya, 13 augustus 1969) is een Japans voormalig kunstschaatsster. Ze nam deel aan twee edities van de Olympische Winterspelen: Calgary 1988 en Albertville 1992. Ito werd in 1989 wereldkampioen bij de vrouwen.

## Biografie
Midori Ito was in 1989 de eerste kunstschaatser buiten Europa en Noord-Amerika ooit die wereldkampioen werd. Haar stijl van schaatsen werd getypeerd door krachtige sprongen, en in 1988 sprong ze als eerste kunstschaatsster tijdens een wedstrijd een drievoudige Axel. Ze was tien toen ze voor het eerst meedeed aan de Japanse kampioenschappen; Ito won de nationale titel uiteindelijk negen keer (1985-1992 en 1996). Naast het veroveren van de wereldtitel in 1989 en het behalen van de tweede plaats in 1990 wist ze daarentegen geen potten te breken bij de wereldkampioenschappen. Ze was in 1992 wel een van de favorieten op de Olympische Winterspelen in Albertville. Ondanks een mindere korte kür won ze toch de zilveren medaille bij de vrouwen.
Na de Spelen van Albertville ging Ito verder als professioneel schaatsster en won ze in 1993 de wereldtitel voor professionals. Ze keerde in het seizoen 1995/96 kort terug als amateur, om als zevende te eindigen bij de wereldkampioenschappen. In 1998 mocht ze tijdens de openingsceremonie van de Olympische Winterspelen in Nagano (Japan) de olympische vlam ontsteken.

## Belangrijke resultaten
| Kampioenschap           | 79/80 | 80/81 | 81/82 | 82/83 | 83/84  | 84/85         | 85/86         | 86/87         | 87/88         | 88/89         | 89/90         | 90/91         | 91/92         |               | 95/96         |
| ----------------------- | ----- | ----- | ----- | ----- | ------ | ------------- | ------------- | ------------- | ------------- | ------------- | ------------- | ------------- | ------------- | ------------- | ------------- |
| Olympische Spelen       |       |       |       |       |        |               |               |               | 5e            |               |               |               | Zilver        |               |               |
| Wereldkampioenschap     |       |       |       |       | 7e     |               | 11e           | 8e            | 6e            | Goud          | Zilver        | 4e            |               |               | 7e            |
| Nationaal kampioenschap | Brons |       |       |       | Zilver | Goud          | Goud          | Goud          | Goud          | Goud          | Goud          | Goud          | Goud          |               | Goud          |
| WK junioren             |       | 8e    | 6e    |       | Brons  | geen deelname | geen deelname | geen deelname | geen deelname | geen deelname | geen deelname | geen deelname | geen deelname | geen deelname | geen deelname |
| NK junioren             | Goud  |       |       | Goud  |        | geen deelname | geen deelname | geen deelname | geen deelname | geen deelname | geen deelname | geen deelname | geen deelname | geen deelname | geen deelname |

- CiNii: DA07004258
- Library of Congress Control Number: n97855499
- Bibliotheek van het Japanse parlement: 00263798
- Virtual International Authority File: 254403294
- WorldCat: E39PBJdCp9vcjFcFWBytgRfQbd